# Flavio Bonoso
Flavio Bonoso (latino: Flavius Bonosus; fl. 344-347) è stato un generale romano dell'Impero.
Fu magister militum d'Occidente. Nel 344 divenne console posterior con Flavio Domizio Leonzio; mantenne il suo incarico fino all'aprile/maggio, quando venne sostituito da Flavio Giulio Sallustio (le fonti occidentali sono le uniche a darlo console da gennaio a maggio, le altre indicano esclusivamente Sallustio).
Nel 347 servì sotto Costanzo II come magister equitum, ricevendo in tale capacità una legge conservatasi del Codice teodosiano (v.6.ia).